# Ice Climber
Ice Climber (jap. アイスクライマー) ist ein Videospiel von Nintendo, das erstmals im Jahr 1984 als Arcade-Spiel erschien. Es wurde 1985 für die Spielkonsole Nintendo Entertainment System als eines der ersten Spiele für das System portiert.

## Handlung
Der Kondor hat dem benachbarten Dorf alle Nahrungsmittel gestohlen und sie zu seinem Nest auf den nächsten Berg gebracht. Die Ice Climber wollen den Kondor schnappen und die Nahrungsmittel zurückbringen.

## Spielprinzip
Insgesamt gibt es 32 Level (bzw. Berge), in denen der Spieler als einer der zwei Inuit, Pepe (ポポ Popo) oder Nana (ナナ), die eisbedeckte Bergspitze erklimmen und das Gemüse vom Kondor zurückholen muss. Nur mit einem Hammer ausgerüstet werden mit diesem Löcher in Steinmauern und Eisdecken geschlagen, um Aufstiegspunkte zu erschaffen. Viele Hindernisse wie Topis, Vögel, Eisbären, von oben herabfallende Eiszapfen und rutschige Eisflächen erschweren den Aufstieg. Ein 2-Spielermodus ist vorhanden, die Spieler müssen sich jedoch entscheiden, ob sie miteinander oder gegeneinander zur Erklimmung des Berges antreten. Spieler 1 spielt immer Pepe, Spieler 2 immer Nana.

## Ice Climbers in Super Smash Bros. Melee
16 Jahre nach ihrem ersten Spiel hat das Ice-Climber-Duo einen spielbaren Gastauftritt in Super Smash Bros. Melee für den Nintendo GameCube. Dabei werden Pepe und Nana gemeinsam gesteuert, gelten jedoch als einzelne Figur. Der Spieler übernimmt dabei die Rolle von Pepe (oder Nana, je nach Wahl) und Nana (oder Pepe) ahmt alle Bewegungen nach, es sei denn, das Duo wurde über eine weite Distanz hin getrennt. Wenn der computergesteuerte Ice Climber ins Aus geworfen wird, kann der menschliche Spieler mit eingeschränkten Möglichkeiten weiterspielen; wird jedoch der menschliche Spieler ins Aus geworfen, verschwindet auch der computergesteuerte Ice Climber.
Ihre Stage (Welt) ist eine grafisch verbesserte Version des alten Leveldesigns und der Hintergrundmusik. Im Adventure Mode behindern Topis und Eisbären den Aufstieg auf den Berg. Das Target-Test-Level ist eine eins-zu-eins Umsetzung des alten Leveldesigns. Zudem fliegt der Endgegner aus dem Originalspiel Kondor über den Berg.
Die Ice Climbers wurden der SSB-Serie hinzugefügt, um das original NES zu repräsentieren. Sie wurden Franchises wie Balloon Fight und Mach Rider vorgezogen.
Die Beziehung zwischen Nana und Pepe ist unklar. Erst zu Super Smash Brothers Melee wurden diese zu einem Liebespaar erklärt. Die japanische SSBM-Homepage nennt ihre Beziehung “ちなみにポポとナナは、おさななじみ的な男女だそうです。友達以上恋人未満というか。” (d. h.  Mehr als Freunde, aber weniger als Liebhaber.). Ob sie nun Geschwister, Freunde oder doch Liebende sind, bleibt ungewiss.
Pepe und Nana wurden beide von Sanae Kobayashi (小林 沙苗) synchronisiert.

## Spiele
Ice Climber wurde für viele Plattformen neu aufgelegt.
- VS Ice Climber (Arcade-Spiel) 1984
- Ice Climber (Nintendo Entertainment System) 1985
- Ice Climber (NEC PC-8801) 1985
- Climber (Game & Watch) 1986
- Ice Climber (Famicom Disk System) 1988 (eine Art Fortsetzung basierend auf VS Ice Climber)
- Ice Climber (E-Reader) 2000/2001
- Ice Climber (Animal Crossing) 2002
- Ice Climber (Game Boy Advance) 2004 („NES Classics“-Label)

## Auftritte außerhalb der Serie

### Super-Smash-Bros.-Reihe
Super Smash Bros. Melee:
- Die Ice Climbers Pepe und Nana sind spielbare Figuren.
- Die Ice-Climber-Welt ist Unendlicher Gletscher: Icicle Mountain - eine vertikal scrollende Plattform-Welt.
- Zwei Ice-Climber-Musiktitel: Icicle Mountain spielt die Titelmusik des Originalspieles und die Levelmusik, die Ice-Climber-Siegesmusik ist auch die Originalsiegesmusik
- Es gibt fünf Ice-Climber-spezifische Trophäen: Ice Climbers, Ice Climbers (Smash 1), Ice Climbers (Smash 2), Polarbär, Topi.
- Der Target Test der Ice Climbers benutzt die Originalgraphik vom NES-Spiel. Das letzte Ziel wird vom 8-Bit Kondor getragen.

Super Smash Bros. Brawl:
- Die Ice Climbers Pepe und Nana sind spielbare Figuren.
- Die Ice-Climber-Welt ist Summit - Ein Gletschergipfel der nach einer Zeit abbricht, den Berg herunterrutscht und im Meer landet. Obwohl der Gipfel schwimmen kann, wird er unter Umständen immer weiter von einem Polarbären heruntergezogen. Steht man eine zu lange Zeit im Wasser, versucht der Fisch aus Balloon Fight die betreffende Person aufzufressen. Nach einiger Zeit fliegt der Gipfel auf die gleiche Stelle wie zuvor und das gleiche Spiel beginnt von vorne. Außerdem gibt es eine zerstörbare Platte und die gleichen aggressiven Eiszapfen wie in Ice Climbers.
- Im Summit treten in gleicher Reihenfolge wie im Spiel Gemüsesorten auf, die den gleichen Effekt wie Nahrung haben
- Drei Musiktitel: Eine neuere version des Icicle Mountain Medleys, die Original Melee Version und die Siegesmelodie.
- Drei Trophäen: Ice Climbers, Eisberg (Final Smash) und Gemüse.
- Summit ist angeblich die Spitze des Icicle Mountain.
- In der Eingangsanimation werden die Ice Climbers durch einen Kondor aufs Spielfeld getragen.

### Animal-Crossing-Reihe
- Animal Crossing: Eines der sammelbaren und vollkommen spielbaren NES-Titel ist das originale Ice Climber.

### WarioWare-Reihe
- WarioWare, Inc.: Minigame Mania: Ein Minispiel trägt den Namen: Grab the Condor's feet. Pepe muss das Gemüse an den Füßen des Kondors greifen.
- WarioWare, Inc.: Mega Party Game$: Identisch mit WarioWare, Inc.: Minigame Mania
- WarioWare: Twisted!: In einem Minispiel muss man die Gegner mit einem Hammer wegschlagen.
- WarioWare: Touched!: Ein Minispiel heißt „8-bit-hero“. Berühre den Pixel, der unterschiedlich ist vom Bild darüber.

## Neuveröffentlichung
Am 1. September 2011 erschien Ice Climber im Rahmen des sogenannten Botschafter-Programmes für den Nintendo 3DS, wo es durch den eShop heruntergeladen werden kann. Durch das Botschafter-Programm bietet Nintendo-3DS-Erstkäufern 20 Gratis-Spiele an, davon zehn für das NES und zehn für den Game Boy Advance, die Ende des Jahres verfügbar sein sollen. Damit reagierte Nintendo auf die starke Preissenkung des 3DS, die am 12. August erfolgte.

## Trivia
- Pepes Name lautet außerhalb des deutschen Raumes Popo.
- In seltenen Fällen verliert der Gegner ein Leben, wenn man im original Ice Climbers auf der untersten Ebene auf den Kopf des Gegners springt. Dieser fällt dann nämlich durch den Boden.
- In Super Smash Bros. Melee und Brawl lässt sich der Gegner einfrieren, sodass sich dieser nicht mehr steuern lässt.
- Laut einer finnischen Zeitung war Ice Climber einige Zeit lang das Lieblingsspiel des früheren Präsidenten Finnlands, Mauno Koivisto.[4]
- Topis waren im original japanischen Spiel Seehunde, die man aber aufgrund von Tierquälerei aus den weiteren Versionen als kleine Yetis neu designt hat. Auch in Super Smash Bros. Melee waren Topis in der Beta-Version Seehunde.